# メーブーブ・カーン
メーブーブ・カーン（Mehboob Khan、出生名：メーブーブ・カーン・ラムザン・カーン、Mehboob Khan Ramzan Khan、1907年9月9日 – 1964年5月28日）は、インド映画の先駆的映画プロデューサー兼監督で、代表作『Mother India』（1957年）は、フィルムフェア賞の作品賞と監督賞、二つの国家映画賞を受賞し、さらにアカデミー外国語映画賞にノミネートされた。彼は映画制作会社、メーブーブ・プロダクションズ (Mehboob Productions) を立ち上げ、後には1954年にボンベイ (ムンバイ)のバーンドラに映画スタジオであるメーブーブ・スタジオを開設した。彼はまた、ダコイト映画 (dacoit film) ジャンルを『Aurat』（1940年）や『Mother India』で切り拓き、他方では恋愛ドラマ『Andaz』（1949年）や、剣劇ミュージカル『アーン (Aan)』（1951年）、メロドラマ『Amar』（1954年）などでもヒット作を出した。

## 生い立ち
カーンは、メーブーブ・カーン・ラムザン・カーンとして、当時のバローダ藩王国（現在のグジャラート州）ビリモラで、1907年9月9日に生まれた。

## 経歴
彼は、グジャラートの故郷の町からヌール・ムハンマド・シプラ・バディヤワラ (Noor Muhammad Ali Muhammed Shipra Baddhiyawala) というプロデューサーで映画に用いる馬の調達係を務めていた人物によってボンベイへ連れ出され、馬の蹄鉄の修繕係としてヌール・ムハンマド・シプラ・バディヤワラが所有する厩舎で働かされた。ある日、南インド出身の監督チャンドラシェカール (Chandrashekhar) の撮影中、メーブーブは彼と一緒に働くことに関心をもった。メーブーブの強い関心と、その技量を知ったチャンドラシェカールは、ヌール・ムハンマド・シプラ・バディヤワラを説得して、メーブーブを連れ出し、ボンベイの映画スタジオで雑用をさせることにした。メーブーブはサイレント映画時代の助監督として、また、アルデシル・イラニの映画会社インペリアル・フィルム・カンパニー (the Imperial Film Company) のスタジオのエキストラとして働き、やがて最初の監督作品『Al Hilal』（別名『Judgement of Allah』）（1935年）を皮切りにサガー・フィルム・カンパニー (Sagar Film Company) で映画を監督し始めた。サガー・ムービートーン (Sagar Movietone) やナショナル・スタジオ (National Studios) 時代の作品には、『Deccan Queen』（1936年）、『Ek Hi Raasta 』（1939年）、『Alibaba』（1940年）、『Aurat』（1940年）、『Bahen』（1941年）などがある。
1945年、カーンは自身の映画制作会社メーブーブ・プロダクションズを立ち上げた。1946年には、ヒット作となったミュージカル映画『Anmol Ghadi』で歌うスターだったスレンドラ、ヌール・ジェハン、スライヤを主役に据えた。カーンは、立て続けにヒット作のプロデューサー兼監督を務めたが、中でも代表作となったのは恋愛ドラマ 『Andaz』（1949年）、剣劇ミュージカル『アーン (Aan)』（1951年）、メロドラマ『Amar』（1954年）、社会史劇『Mother India』（1957年）であった。『Mother India』は、1958年の第30回アカデミー賞でノミネートされたが、元々は『Aurat』（1940年）のリメイクであった。彼の初期の作品は、ウルドゥー語を使っていたが、『Mother India』をはじめ後年の作品ではヒンディー語とウルドゥー語の、より親密で柔らかいバージョンである、ヒンドゥスターニー語を用いた。彼の監督作品のいくつか、特に初期の作品は、インドを支配したムガル皇帝の話である『Humayun』（1945年）や、『Anmol Ghadi』（1946年）、後にスニール・ダットと結婚したナルギスを世に出した『Taqdeer』（1943年）など、アガ・ジャニ・カシミリが脚本を書いたものであった。カシミリは、ヒンドゥスターニー語とウルドゥー語の言葉遣いをナルギスに指導する責任を負っていた。カーンが監督した最後の作品は、『Son of India』（1962年）であった。

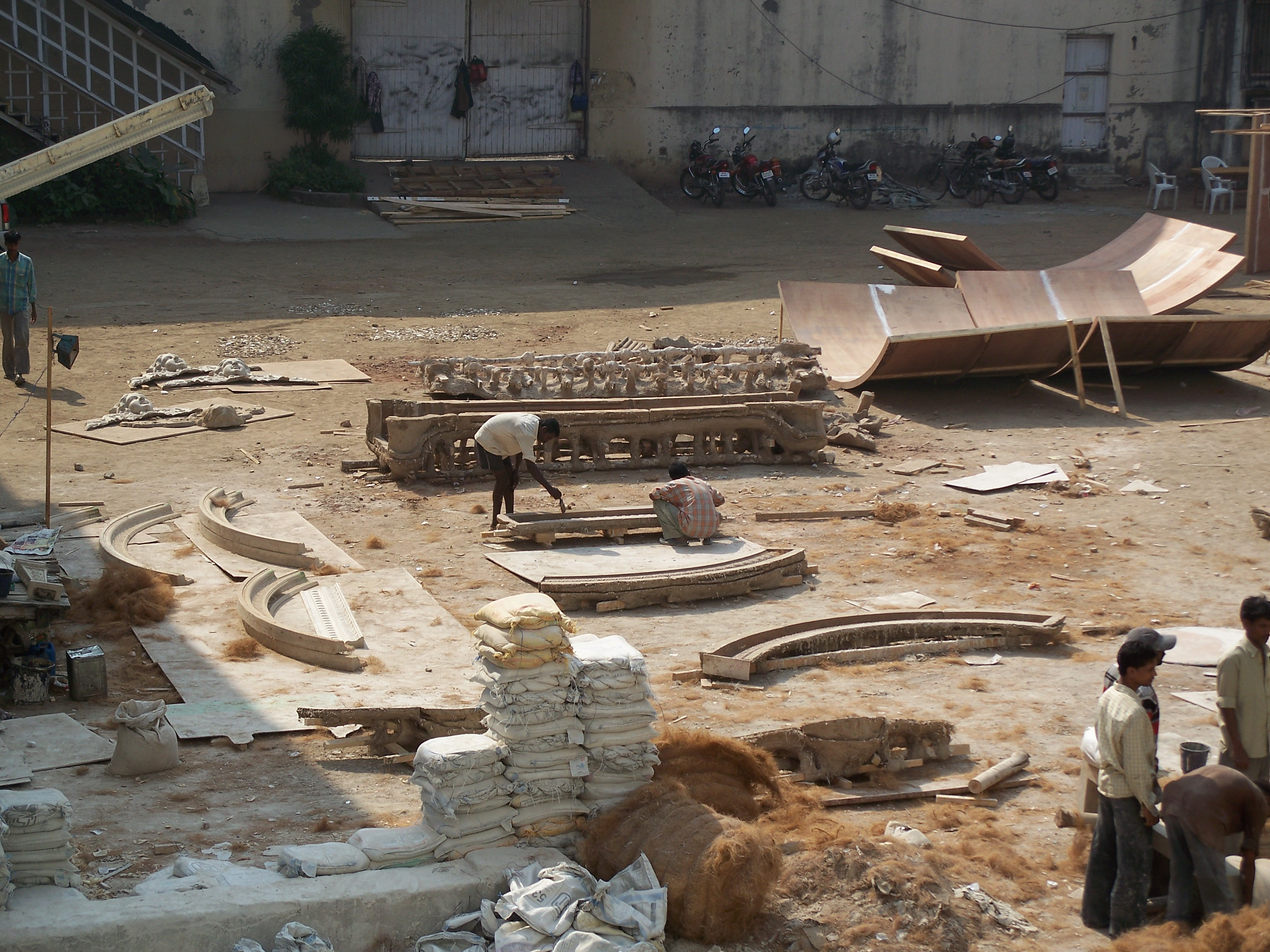
ムンバイのバーンドラにある、カーンが1954年に開設したメーブーブ・スタジオの中庭。

カーンは、1964年に心筋梗塞のため56歳で死去し、ムンバイのマリン・ラインズにあるバダ・カバラスタン墓地に埋葬された。彼の死は、インドの首相だったジャワハルラール・ネルーの死の翌日の出来事だった。

## 映画産業への影響
カーンは、男女を問わず数多くの俳優たちのキャリアを拓き、彼らは1940年代、1950年代、1960年代を通して大スターになっていった。例えば、スレンドラ、アルン・クマル・アフジャ、ディリープ・クマール、ラージ・カプール、スニール・ダット、ラージェーンドラ・クマール、ラージ・クマール、ナルギス、ニンミー、ナディラがそうである。1961年、カーンは第2回モスクワ国際映画祭に審査員として参加した。また、インド映画連盟の議長も務めた。
メーブーブ・カーンは、ハリウッド映画の影響を受けていたことで知られており、彼の監督作品ではしばしば当時のハリウッドを思わせる豪華なセットが取り上げられた。貧者の抑圧、階級闘争、田園生活などは、彼の作品を通して繰り返し描かれた主題であった。
メーブーブ・カーンは、インド政府から、「Hidayat Kar-e-Azam」の称号を贈られた。

## 私生活
メーブーブ・カーンは、2度結婚した。最初の妻ファティマ (Fatima) との間には3人の息子たち、アユブ (Ayub)、イクバル (Iqbal)、シャウカット (Shaukat) が生まれた。最初の妻と離婚した後、彼は有名なインドの女優サルダル・アフタル（1915年–1986年）と1942年に結婚した。彼は、インド国内外で英語の映画で活躍している1951年12月28日生まれのサジド・カーンを養子に迎えた。

## 死と遺されたもの
メーブーブ・カーンは、1964年5月28日に心筋梗塞で死去した。
インディアポストは、カーンの生誕百周年を記念して2007年9月にメーブーブ・スタジオで開催された行事の際に、記念切手を発行した。

## フィルモグラフィ

### 監督
- Son of India (1962)
- A Handful of Grain (1959)
- Mother India (1957)[11]
- Amar (1954)
- アーン / Aan (1952)[11]
- ’’Andaz (1949)
- Anokhi Ada (1948)
- Elaan (1947)
- Anmol Ghadi (1946)
- Humayun (1945)
- Najma (1943)
- Taqdeer (1943)[11]
- Roti (1942)
- Huma Gun Anmogaldi (1942)[14]
- Bahen (1941)
- Alibaba (1940)[11]
- Aurat (1940)
- Ek Hi Raasta (1939)[11]
- Hum Tum Aur Woh (1938)
- Watan (1938)
- Jagirdar (1937)
- Deccan Queen (1936)[11]
- Manmohan (1936)
- Al Hilal a.k.a. Judgement of Allah (1935)[11]

### プロデューサー
- Mother India (1957)[11]
- Amar (1954)[11]
- アーン / Aan (1952)[11]
- Anokhi Ada (1948)
- Elaan (1947)
- Anmol Ghadi (1946)[11]
- Zarina (1932)

### 俳優
- Chandrahasa (1933)
- Zarina (1932)
- Dilawar (1931)
- Meri Jaan (1931)

### 原作・脚本
- Watan (1938) （原作）
- Al Hilal a.k.a. Judgement of Allah (1935)（原作、脚本）[11]

## 受賞・栄誉
アカデミー賞

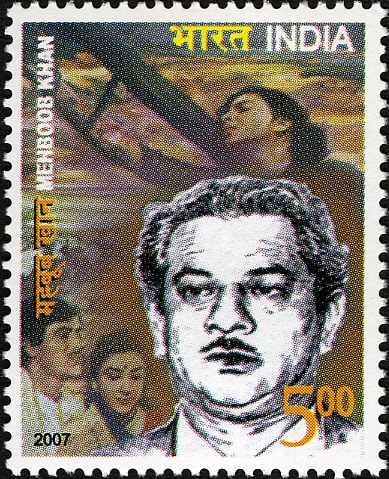
生誕百周年に発行された記念切手。

- 1958年 – 外国語映画賞 – Mother India （ノミネート）

国家映画賞
- 1958年（英語版） – All India Certificate of Merit for Best Feature Film – Mother India[15]
- 1958 – Certificate of Merit for Second Best Feature Film in Hindi – Mother India[15]

フィルムフェア賞
- 1958年 – 作品賞 – Mother India
- 1958年 – 監督賞 – Mother India
- 1963年 – 監督賞 – Son of India （ノミネート）

栄誉
- 1963年：パドマ・シュリー勲章、インド政府から民間人に贈られる第4等の勲章。
- 2007年3月30日、インディアポストは、メーブーブ・カーンと、映画『Mother India』のラージ・クマルとナルギスの場面を描いた記念切手を発行した[16]。

## 関連文献
- Reuben, Bunny (1994). Mehboob, India's DeMille: The First Biography. Indus. ISBN 81-7223-153-9
- Ahmed, Rauf (2008). Mehboob Khan: The Romance of History. Legends of Indian Cinema. Wisdom Tree. ISBN 978-81-8328-106-5